# Lissodynerus septemfasaciatus
Lissodynerus septemfasaciatus är en stekelart. Lissodynerus septemfasaciatus ingår i släktet Lissodynerus och familjen Eumenidae. Utöver nominatformen finns också underarten L. s. flavithorax.